# Lesquerella mendocina
Lesquerella mendocina là một loài thực vật có hoa trong họ Cải. Loài này được (Phil.) Kurtz mô tả khoa học đầu tiên năm 1893.